# Rally Cañadas de 2013
El 32° Rally Cañadas de 2013 fue la segunda ronda de la temporada 2013 del Campeonato Mexicano de Rally (CMR) y del Campeonato Regional PAC. Se llevó a cabo el viernes 24 de mayo con la ceremonia y arranque inaugurales y el sábado 25 con el desarrollo de la carrera.
El rally fue organizado por el Puebla Automóvil Club, A.C. y se desarrolló en las cercanías de la ciudad de Puebla. Consistió de una sola etapa en terracería con un recorrido total de 297,46 km y 7 tramos cronometrados, repartidos en tres secciones, y los cuales totalizaron 132,36 kilómetros.
El ganador absoluto fue Francisco Name Guzzi a bordo de un Mitsubishi Lancer Evo IX. El segundo lugar fue para Emilio Velázquez y el tercer lugar absoluto lo ocupó Ricardo Cordero Jr. En el campeonato regional, los tres primeros lugares fueron para Emilio Velázquez, Mario Fernández y Jorge Chávez, respectivamente.

## Itinerario
| Día              | Tramo | Nombre                               | Distancia | Hora  | Ganador                           | Tiempo                            | Veloc. media                      | Líder rally                       |
| ---------------- | ----- | ------------------------------------ | --------- | ----- | --------------------------------- | --------------------------------- | --------------------------------- | --------------------------------- |
| Día 1 viernes 24 | PC0   | Agrupamiento Zócalo de Puebla        | 0,00 km   | 19:30 | Etapa ceremonial, sin puntuación. | Etapa ceremonial, sin puntuación. | Etapa ceremonial, sin puntuación. | Etapa ceremonial, sin puntuación. |
| Día 1 viernes 24 | PC0   | Salida ceremonial Zócalo de Puebla   | 0,00 km   | 20:30 | Etapa ceremonial, sin puntuación. | Etapa ceremonial, sin puntuación. | Etapa ceremonial, sin puntuación. | Etapa ceremonial, sin puntuación. |
| Día 2 sábado 25  | TC1   | Tepenene - Huehuetlan 1              | 20,8 km   | 08:58 | Francisco Name                    | 14:26.7                           | 86.367 kp/h                       | Francisco Name                    |
| Día 2 sábado 25  | TC2   | Huehuetlán - La Magdalena T. 1       | 12,98 km  | 09:39 | Emilio Velázquez                  | 09:02.2                           | 86.214 kp/h                       | Francisco Name                    |
| Día 2 sábado 25  | TC3   | La Magdalena T. - San Juan Atzompa 1 | 18,00 km  | 10:04 | Francisco Name                    | 12:53.0                           | 83.829 kp/h                       | Francisco Name                    |
| Día 2 sábado 25  | TC4   | Tepenene - Huehuetlan 2              | 20,8 km   | 08:58 | Francisco Name                    | 14:25.0                           | 86.566 kp/h                       | Francisco Name                    |
| Día 2 sábado 25  | TC5   | Huehuetlán - La Magdalena T. 2       | 12,98 km  | 09:39 | Emilio Velázquez                  | 08:59.3                           | 86.694 kp/h                       | Francisco Name                    |
| Día 2 sábado 25  | TC6   | La Magdalena T. - San Juan Atzompa 2 | 18,00 km  | 10:04 | Francisco Name                    | 13:01.7                           | 82.864 kp/h                       | Francisco Name                    |
| Día 2 sábado 25  | TC7   | San Juan Atzompa - Huehuetlan        | 28,8 km   | 16:36 | Francisco Name                    | 19:21.1                           | 89.302 kp/h                       | Francisco Name                    |
| Fuentes          |       |                                      |           |       |                                   |                                   |                                   |                                   |

## Clasificación final
| Pos.                         | Piloto               | Copiloto         | Automóvil                | Tiempo    | Diferencia | Puntos  |         |         |         |
| General                      | General              | General          | General                  | General   | General    | General | General | General | General |
| ---------------------------- | -------------------- | ---------------- | ------------------------ | --------- | ---------- | ------- | ------- | ------- | ------- |
| 1.                           | Francisco Name Guzzi | Armando Zapata   | Mitsubishi Lancer Evo IX | 1:32:20.8 | 0.0        |         |         |         |         |
| 2.                           | Emilio Velázquez     | Javier Marín C.  | Mitsubishi Lancer Evo IX | 1:33:53.9 | +1:33.1    |         |         |         |         |
| 3.                           | Ricardo Cordero Jr.  | Marco Hernández  | Mitsubishi Lancer Evo IX | 1:34:15.6 | +1.54.8    |         |         |         |         |
| 4.                           | Erwin Richter        | Rafael Telleache | Mitsubishi Lancer Evo IX | 1:36:33.3 | +4:12.5    |         |         |         |         |
| 5.                           | Mario Fernández      | Ulises Piz       | Subaru Impreza STI       | 1:46:12.9 | +13:52.1   |         |         |         |         |
| 6.                           | Jorge Chávez         | Alberto Sosa     | Peugeot 206 XS           | 1:47:19.0 | +14:58.2   |         |         |         |         |
| 7.                           | Guillermo Chávez     | Antonio Chávez   | Peugeot 206 XS           | 1:49:40.5 | +17:19.7   |         |         |         |         |
| 8.                           | Pier Gozzer          | Christian Franz  | Peugeot 206 XS           | 1:50:03.4 | +17:42.6   |         |         |         |         |
| 9.                           | Manuel Iguiniz       | Jorge Rivero     | Mitsubishi Lancer Evo IX | 1:52:13.0 | +19:52.2   |         |         |         |         |
| 10.                          | Diego Retama         | Luis Hernández   | Renault Clio             | 1:55:02.3 | +22:41.5   |         |         |         |         |
| Campeonato Mexicano de Rally |                      |                  |                          |           |            |         |         |         |         |
| 1.                           | Francisco Name Guzzi | Armando Zapata   | Mitsubishi Lancer Evo IX | 1:32:20.8 | 0.0        | 28      |         |         |         |
| 2.                           | Emilio Velázquez     | Javier Marín C.  | Mitsubishi Lancer Evo IX | 1:33:53.9 | +1:33.1    | 20      |         |         |         |
| 3.                           | Ricardo Cordero Jr.  | Marco Hernández  | Mitsubishi Lancer Evo IX | 1:34:15.6 | +1.54.8    | 16      |         |         |         |
| 4.                           | Erwin Richter        | Rafael Telleache | Mitsubishi Lancer Evo IX | 1:36:33.3 | +4:12.5    | 12      |         |         |         |
| 5.                           | Mario Fernández      | Ulises Piz       | Subaru Impreza STI       | 1:46:12.9 | +13:52.1   | 10      |         |         |         |
| Campeonato Regional PAC      |                      |                  |                          |           |            |         |         |         |         |
| 1.(3.)                       | Emilio Velázquez     | Javier Marín C.  | Mitsubishi Lancer Evo IX | 2:21:23.6 | +6:03.5    |         |         |         |         |
| 2.(5.)                       | Mario Fernández      | Ulises Piz       | Subaru Impreza STI       | 1:46:12.9 | +13:52.1   |         |         |         |         |
| 3.(6.)                       | Jorge Chávez         | Alberto Sosa     | Peugeot 206 XS           | 1:47:19.0 | +14:58.2   |         |         |         |         |
| 4.(7.)                       | Guillermo Chávez     | Antonio Chávez   | Peugeot 206 XS           | 1:49:40.5 | +17:19.7   |         |         |         |         |
| 5.(8.)                       | Pier Gozzer          | Christian Franz  | Peugeot 206 XS           | 1:50:03.4 | +17:42.6   |         |         |         |         |
| Fuentes                      |                      |                  |                          |           |            |         |         |         |         |

| Predecesor: Montañas 2013 | México 2013 | Sucesor: 24 Horas 2013 |